# Jos De Swerts
Jos De Swerts dit Joz, né le 28 mars 1890 à Anvers et mort le 28 juin 1939 à Merksem, est un illustrateur, caricaturiste, affichiste, créateur de mode et auteur de bande dessinée belge néerlandophone. Également connu sous le nom de Joz De Swerts. De Swerts est considéré comme pionnier du dessin de presse politique (cartoon) en Flandre.

## Biographie

### Jeunesse et formation
Jos De Swerts naît le 28 mars 1890 à Anvers,, dans le quartier Seefhoek.
Il est issu d'un père peintre en bâtiment. Il grandit auprès de ses trois frères :  Alfons, Constant, Jules.
Il se forme artistiquement à l'académie royale où il a pour condisciple Joe English puis pendant quatre ans à l'Institut supérieur des beaux-arts d'Anvers (NHISKA) dans l'atelier du peintre Julien De Vriendt d'où il sort diplômé,,. Il suit aussi une formation à la Haute école de commerce Saint-Ignace (nl) (institut Saint-Ignace),. Entre-temps, il fournit des services de bricolage à son père. Il devient professeur de dessin à l'école industrielle (Marché aux chevaux), mais le déclenchement de la Première Guerre mondiale l'empêche de prendre ses fonctions.

### Première Guerre mondiale
Pendant la Première Guerre mondiale, il est mobilisé le 4 août 1914. Comme soldat, il est gravement blessé à la jambe pendant la bataille des casques d'argent à Halen, et il doit être employé dans un ministère belge au Havre, où il peint de nombreux portraits.

### Début de carrière
Il se marie le 15 avril 1919 avec Carolina Smets.
De Swerts commence sa carrière la même année en tant que créateur de mode à la maison de couture bruxelloise Meeuwissen jusqu'en 1928,. 
Il s'établit comme illustrateur indépendant et il signe du pseudonyme Joz,,. Il remporte le deuxième prix au concours du magazine satirique Tybaert de Kater et contribue au succès de Pallieter (nl). Il exerce ses talents de caricaturiste et croque de nombreuses personnalités politiques belges et internationales dans Pallieter (1922-1928). 
De Pillecyn attribue le fait que Pallieter ait duré cinq ans principalement au dessinateur, « ce vengeur et juge, cet homme juste qui ressent le rejet de son propre peuple. » et qui, sous le pseudonyme de t' Pallieterke « utilisait sa plume comme une arme. »
Il contribue également en tant que caricaturiste à De Standaard et Boerenfront, Elckerlyc et Nieuw Vlaanderen (1935-1938),. On retrouve sa signature également dans Hooger Leven.
Dès 1930, il devient dessinateur attitré des Éditions Averbode (De Goede Pers - Altoria), la branche éditoriale de l'abbaye d'Averbode. Il réalise de nombreuses couvertures de magazines de Vlaamse Filmpjes et son homologue francophone Presto Films, Averbodes Weekblad, Zonneland sous la férule de Nonkel Fons et son homologue francophone Petits Belges. Il réalise des bandes dessinées de type spinalien depuis 1930.
À propos de Zonneland, l'historien de la bande dessinée Danny De Laet écrit dans son ouvrage Au-delà du septième art- histoire de la bande dessinée belge : « Depuis les années 1920 la présentation de l'hebdomadaire s'est considérablement améliorée. Les couvertures, généralement dues à Joz (De Swerts) sont attrayantes et chatoyantes par l'emploi de la couleur. Joz De Swerts s'essaiera timidement à la BD mais sans y donner suite. »
Il travaille également pour des livres de Lannoo mais surtout il réalise de nombreux livres du Davidsfonds. il illustre encore le roman Hans van Malmédy de Filip De Pillecyn en 1935.
Parallèlement, il s'emploie en arts graphiques, il reçoit dix commandes d'affiches pour les pèlerinages de l'Yser (1925-1939) ou (1929 à 1939), il conçoit également des affiches de propagande pour l'Association des Vétérans flamands (nl) (VOS) (1938, 1939), ainsi qu'à l'occasion de Noël à Merksem.
Il est rattaché au mouvement flamand.
En peinture, c'est un peintre de fleurs, de natures mortes, de paysages et de marines. On possède aussi des vues de l'Escaut peintes à larges traits ou au couteau. Il expose à Calais et Vernon.
Il meurt de manière inopinée, le 28 juin 1939 à l'âge de 49 ans à Merksem où il est inhumé,,.
Une exposition rétrospective : Jos De Swerts - grondlegger van de spotprentkunst in Vlaanderen [« Jos De Swerts - pionnier du dessin de presse politique en Flandre »] se tient à Deurne en 1969.
Ses archives sont conservées à la Maison des lettres à Anvers et au KADOC (nl) un centre de recherches et de documentation pour la religion et la culture de Louvain.

## Postérité
La rue Jos De Swerts à Merksem porte son nom,. Un mémorial lui est érigé dans le cimetière, conçu par Albert Poels (nl).

## Œuvres

Quelques créations de De Swerts
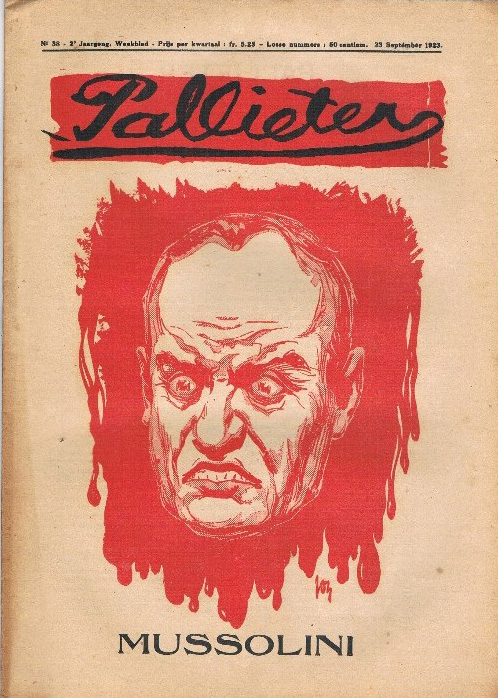
Mussolini (1923)
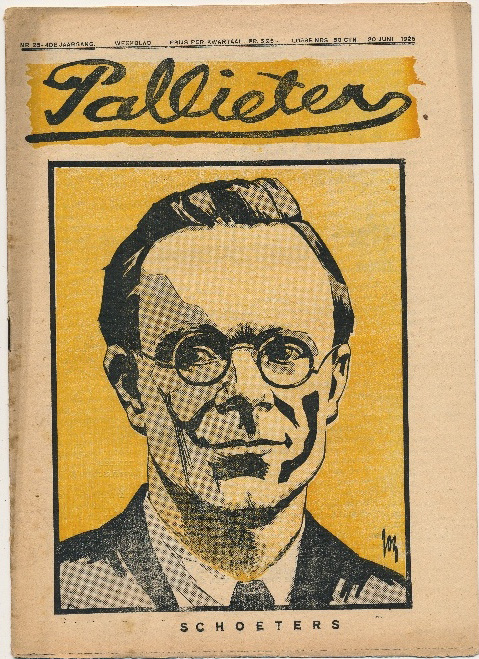
Schoeters (1925)
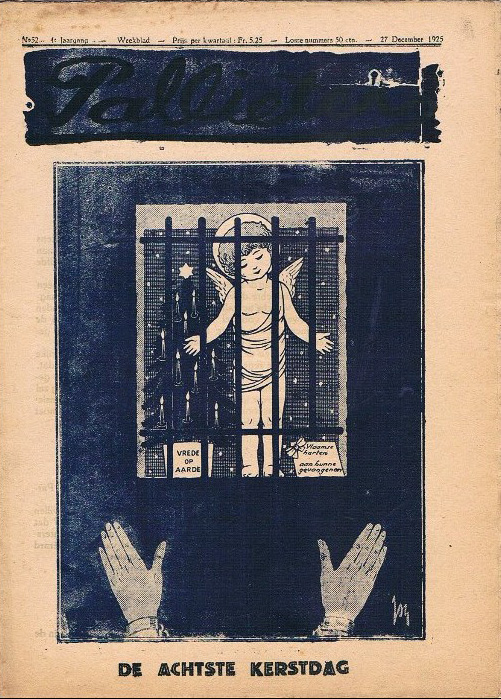
Achtste Kerstdag (1925)

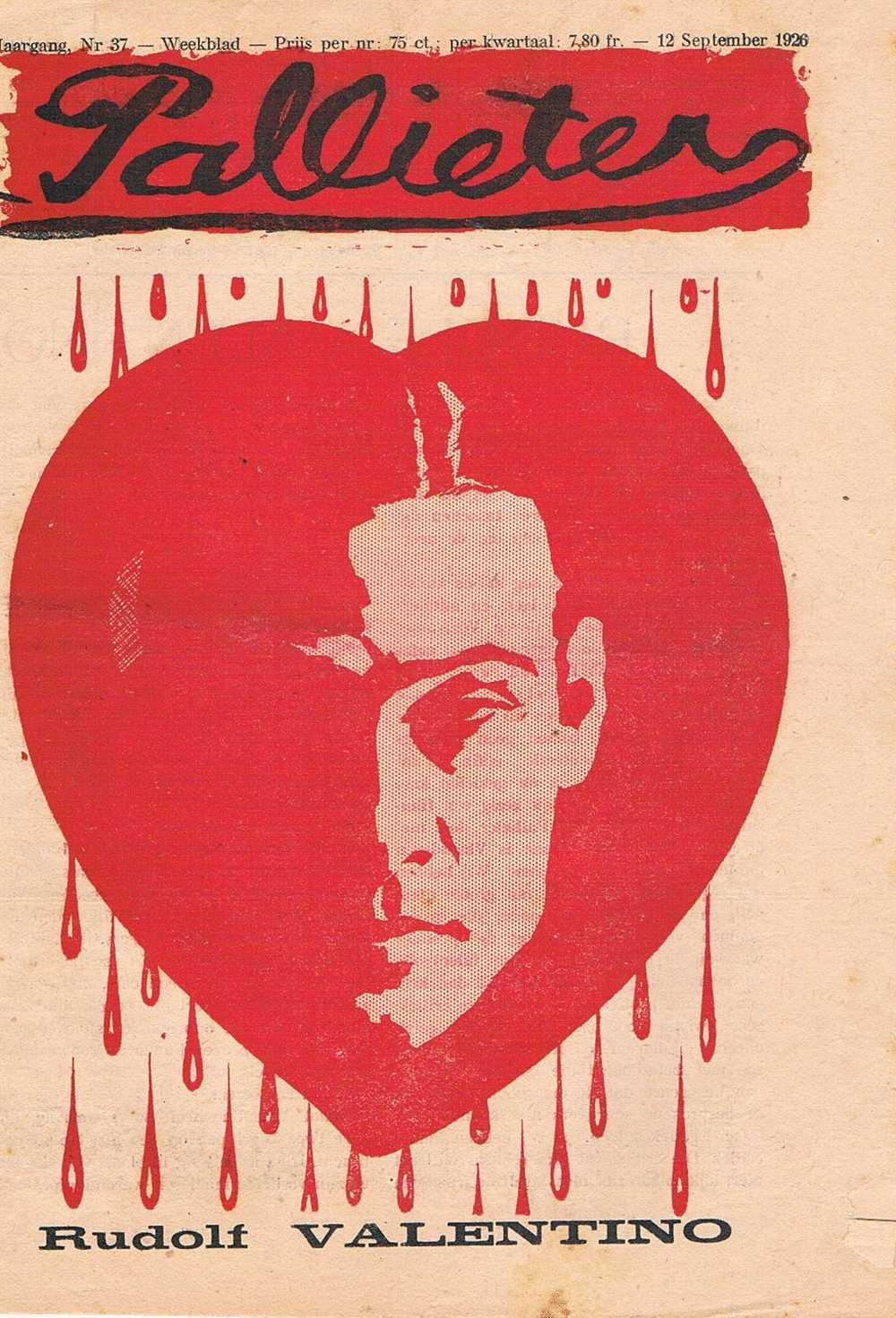
Rudolf Valentino (1926)
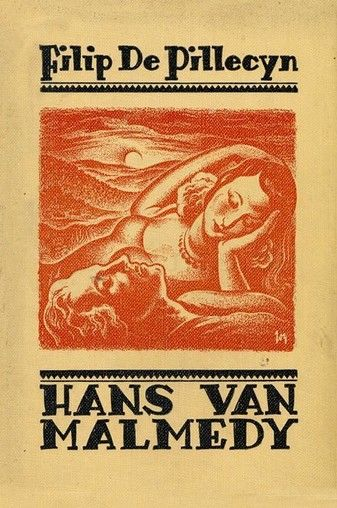
Couverture Hans van Malmédy (1935)
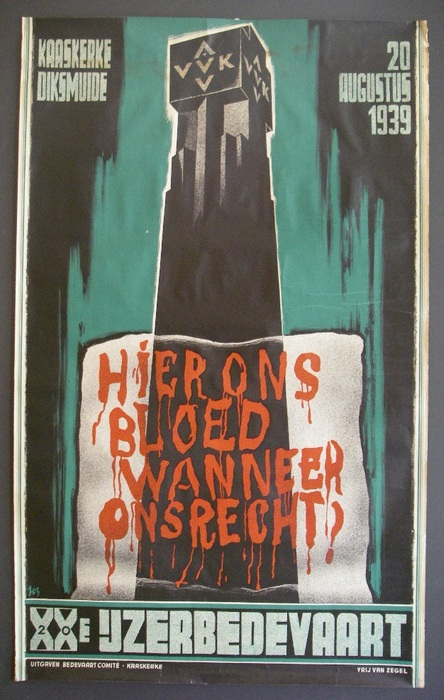
Pèlerinage de l'Yser 1939

### Illustrations
- (nl) Filip De Pillecyn et Joz De Swerts (ill.), Hans van Malmédy (roman), Amsterdam, Wereldbibliotheek, 1935, 217 p. (OCLC 752677279, présentation en ligne)

Liste des publications en français
- Le Rayon jaune, par Nicolet dans Presto Films no 1  — traduction de [« De Gele Straal[13] »] Vlaamse filmkens no 247 (1935).

### Porfolio
Un portfolio dédié à l'œuvre de John Flanders lui est dédié dans Le Secret de la roche qui gronde. Les crimes de l'arc-en-ciel. Les Sept Robinsons de la neige édité par l'amicale Jean Ray à Kuurne en 2002.

### Collections publiques
- Design Museum Gent ;
- Musée royal des Beaux-Arts d'Anvers[7] ;
- cabinet des estampes de l'Université d'Anvers[5],[8] ;
- État belge (Bruxelles)[7].

#### Livres
: document utilisé comme source pour la rédaction de cet article.
- Danny De Laet et Yves Varende, Au-delà du septième art : histoire de la bande dessinée belge, Bruxelles, Ministère des affaires étrangères, du commerce extérieur et de la coopération au développement, coll. « Chroniques belges » (no 322), 1979, 302 p., ill. ; 22 cm (OCLC 301693218, lire en ligne). .
- (nl) Jozef Peeters, De christelijke strip in Vlaanderen of : een andere kijk op de geschiedenis van het beeldverhaal in Vlaanderen [« La Bande dessinée en Flandre ou un autre regard sur l'histoire de la bande dessinée en Flandre »], Kessel-Lo, Lobergen, 2011, 59 p., ill. (OCLC 1346748468).
- (nl) Freddy Michiels, Het Groot Sinjorenboek : Antwerpenaren die we nooit mogen vergeten, Anvers, Uitgeverij Artus, 2009, 271 p., ill. ; 26 cm. .